# 天主教焦瓦伊教区
天主教焦瓦伊教區 （拉丁語：Dioecesis Iovaiensis）是羅馬天主教的一個教區，位於印度東北部，包括梅加拉亞邦東部，面積3,819平方公里。受西隆總教區管轄。
2006年1月28日升為教區。2006年有七個堂區、59,095名教友、十七名司鐸。目前教區主教之位懸空。